# Đại hội Thể thao Đông Nam Á 2015
Đại hội Thể thao Đông Nam Á 2015, tên chính thức là Đại hội Thể thao Đông Nam Á lần thứ 28, hay SEA Games 28, thường được gọi là Singapore 2015, là một sự kiện thể thao đa môn của khu vực Đông Nam Á được tổ chức bởi quốc đảo Singapore từ ngày 5 đến ngày 16 tháng 6 năm 2015. Đây là lần thứ tư Singapore đăng cai SEA Games, sau các kỳ năm 1973, 1983 và 1993.
Singapore được trao quyền đăng cai SEA Games vào năm 2011. Mặc dù đại hội chính thức diễn ra từ ngày 5 đến ngày 16 tháng 6 năm 2015, một số môn thi đấu đã bắt đầu từ ngày 29 tháng 5. Khoảng 4.370 vận động viên đã tham dự sự kiện này, với tổng cộng 402 nội dung thi đấu thuộc 36 môn thể thao. Buổi lễ khai mạc được chủ trì bởi Tổng thống Singapore Trần Khánh Viêm tại sân vận động quốc gia Singapore.
Bảng tổng sắp huy chương cuối cùng ghi nhận Thái Lan dẫn đầu với số huy chương vàng nhiều nhất, trong khi chủ nhà Singapore giành được tổng số huy chương nhiều nhất. Nhiều kỷ lục quốc gia và kỷ lục đại hội đã bị phá vỡ trong kỳ SEA Games này. Đại hội được đánh giá là một trong những kỳ SEA Games thành công nhất từ trước đến nay nhờ vào việc quản lý chi phí hiệu quả, tổ chức giao thông công cộng hợp lý, cũng như những nỗ lực quảng bá mạnh mẽ, góp phần nâng cao chất lượng thi đấu giữa các quốc gia Đông Nam Á.

## Lựa chọn chủ nhà
Việc lựa chọn Singapore là nước chủ nhà của Đại hội Thể thao Đông Nam Á lần thứ 28 năm 2015 đã được công bố vào năm 2011, trong khi Đại hội Thể thao Đông Nam Á lần thứ 26 đang được tổ chức tại thành phố Palembang và thủ đô Jakarta của Indonesia. Singapore trước đây đã được chọn để tổ chức sự kiện trong năm 2007 và 2013, nhưng đã từ chối cả hai cơ hội do chi phí liên quan đến việc xây dựng Trung tâm Thể thao Singapore mới
Campuchia, vốn được cân nhắc đăng cai Đại hội 2015, đã phải dời khả năng đăng cai đến kỳ 2023.

## Chuẩn bị
Ban tổ chức SEA Games Singapore (SINGSOC) được thành lập vào ngày 28 tháng 6 năm 2012 nhằm giám sát việc tổ chức sự kiện.

### Địa điểm

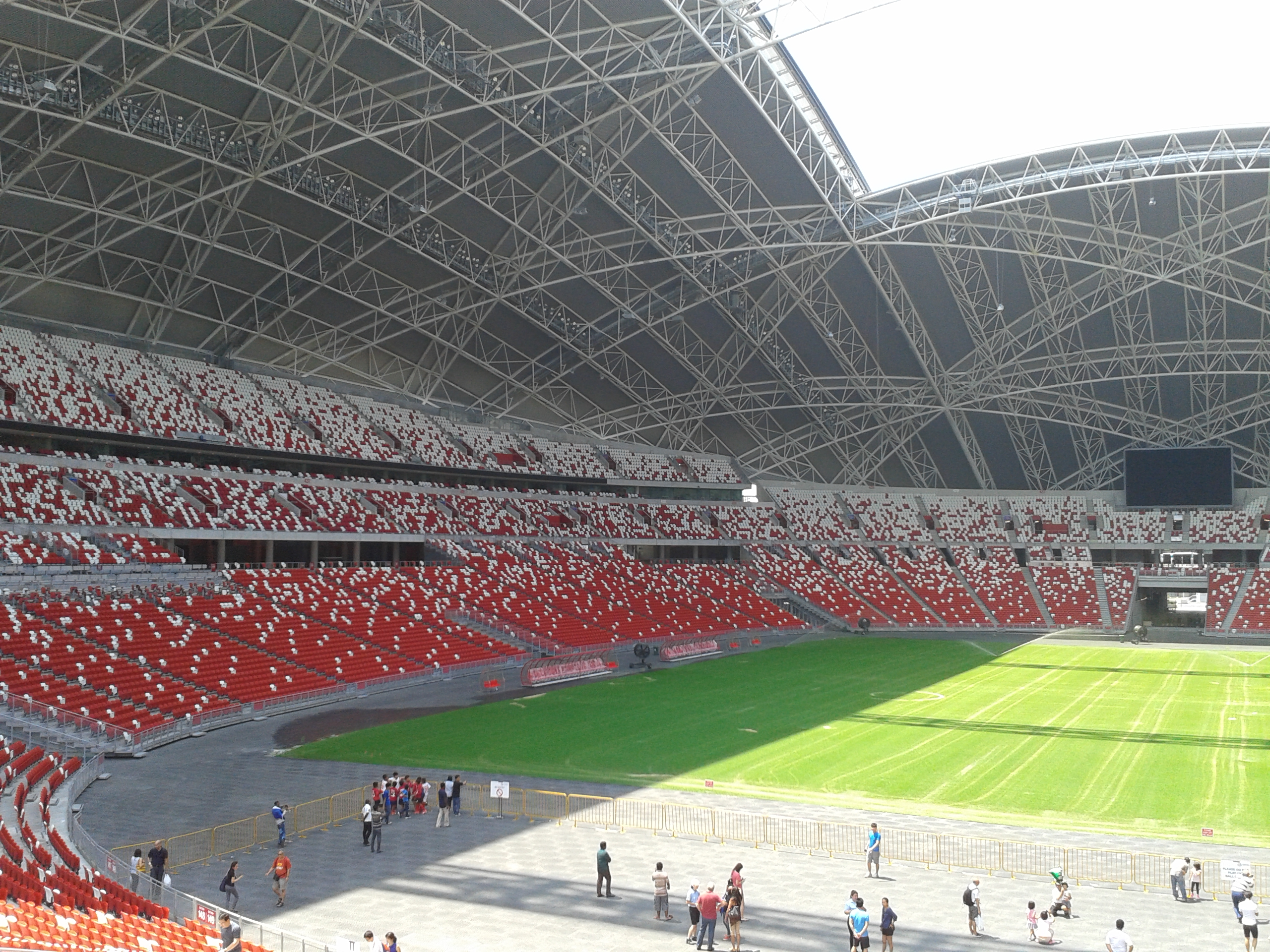
Sân vận động Quốc gia Singapore, nơi tổ chức các nội dung điền kinh và bóng đá, lễ khai mạc và bế mạc SEA Games 28

Đại hội Thể thao Đông Nam Á 2015 sử dụng kết hợp các địa điểm mới, hiện có và tạm thời. Với quy mô nhỏ gọn của thành phố tiểu bang, hầu hết địa điểm là các cơ sở thể thao công cộng đã có từ trước nằm ở vùng trung tâm ngoại ô, được chuyển sang mục đích sử dụng công cộng sau đại hội. Không có việc sửa chữa lớn nào được thực hiện ở hầu hết các địa điểm vì chúng đã được sử dụng để tổ chức các sự kiện lớn như Thế vận hội Trẻ 2010.
Tâm điểm của các hoạt động là Trung tâm Thể thao Singapore, được hoàn thành vào giữa năm 2014. Kết hợp với sân vận động quốc gia mới có sức chứa 55.000 chỗ ngồi, nơi đây đã tổ chức hầu hết các sự kiện. Một ngôi làng vận động viên không được xây dựng; thay vào đó các vận động viên và quan chức sẽ được bố trí tại 20 khách sạn ở trung tâm thành phố, gần với địa điểm thi đấu.
Đại hội Thể thao Đông Nam Á lần thứ 28 có 30 địa điểm tổ chức các môn thi đấu.

### Tình nguyện viên
Ban tổ chức ước tính cần khoảng 15.000 tình nguyện viên để tổ chức thành công Đại hội. Việc tuyển chọn tình nguyện viên bắt đầu vào cuối năm 2013 và đến tháng 2 năm 2014, đã có khoảng 5.000 tình nguyện viên đăng ký. Con số này đã tăng lên hơn 17.000 vào tháng 2 năm 2015; trong đó 35% đến từ cộng đồng, còn lại đến từ các tập đoàn ủng hộ Đại hội.

### Bán vé
Tổng cộng khoảng 790.000 vé đã được bán trực tuyến từ tháng 2 năm 2015, tại Sân vận động trong nhà Singapore và tại các cửa hàng của SingPost. Để khuyến khích công chúng tham gia Đại hội, thông báo ngày 28 tháng 1 năm 2015 đã chỉ rõ 18 môn thể thao sẽ miễn phí cho khán giả, trong khi 18 môn còn lại được bán vé ở mức từ 5 đô la Singapore đến 20 đô la Singapore. Các nhà tổ chức báo cáo doanh số bán vé đã vượt quá 70% cho hầu hết các môn thể thao vào ngày 27 tháng 4, trong đó đấu kiếm và bơi lội là nhiều nhất với lần lượt 85% và 70% số vé được bán ra, còn thể dục nhịp điệu, silat và wushu cũng đã bán được hơn 70%. Billards và snooker, cưỡi ngựa, cầu mây, taekwondo và thể dục nghệ thuật đã bán được khoảng một nửa số vé. Bóng bầu dục và judo đã bán được 30%, trong khi bóng bàn chỉ bán được 20%.
Việc bán vé lễ khai mạc và lễ bế mạc ưu tiên cho những người đã đăng ký từ năm 2014 bắt đầu vào ngày 15 tháng 1 năm 2015, trong khi việc bán vé cho công chúng bắt đầu sau đó 1 tuần. Vào tháng 2 năm 2015, vé tham dự lễ khai mạc đã tăng gấp bảy lần giá trị ban đầu của chúng trên các trang web bất hợp pháp, mặc dù vẫn còn đến 40% số vé tại thời điểm đó. Đến tháng 3 năm 2015, vé tham dự lễ khai mạc đã được bán hết.

### Huy chương

Huy chương Đại hội Thể thao Đông Nam Á 2015

Thiết kế của bộ huy chương đã được công bố vào ngày 27 tháng 4 năm 2015. Tấm huy chương, được thiết kế bởi Joys Tan của Sport Singapore, có biểu tượng của Đại hội ở một mặt và Trung tâm Thể thao Singapore ở mặt còn lại. Mỗi huy chương có đường kính 80mm và nặng 183 gram. Các phiên bản thu nhỏ của huy chương sẽ được trao cho tất cả các khán giả của lễ bế mạc.

### Chi phí
Đại hội được dự trù kinh phí là 25 triệu SGD (287 triệu USD) nhưng chi phí cuối cùng đã lên tới 264 triệu SGD. Có những lo ngại rằng chi phí sẽ vượt quá ngân sách, như đã từng xảy ra khi Singapore đăng cai Thế vận hội Trẻ vào năm 2010. Ngược lại, chi phí tổ chức Đại hội năm 2013 của Myanmar ước tính lên tới 400 triệu SGD.

### Rước đuốc
Cuộc rước đuốc diễn ra vào ngày 4 tháng 6 năm 2015. Ngọn đuốc được thắp sáng tại Marina Bay Promontory, đi qua Quảng trường Clifford, Công viên Merlion, Esplanade Plaza, Bảo tàng Khoa học Nghệ thuật và kết thúc tại Vịnh Marina Sands, nơi ngọn đuốc được trao lại cho các quan chức của Đại hội.

## Tiếp thị

### Linh vật

Nila mặc bộ đồ thể thao đặc trưng(bên trái) hoặc trang phục thể thao màu xanh lam (bên phải), tùy thuộc vào mỗi sự kiện

Chú sư tử ngộ nghĩnh Nila là linh vật chính thức của SEA Games 28.Tên bắt nguồn từ Sang Nila Utama , người sáng lập Singapura. Nila có bờm đỏ và khuôn mặt hình trái tim và được mô tả là dũng cảm, nhiệt huyết và thân thiện. Chú mặc bộ đồ thể thao đặc trưng của mình hoặc trang phục thể thao màu xanh lam, tùy thuộc vào mỗi dịp. Một đoạn video ngắn trong đêm khai mạc SEA Games 28 cho thấy, Nila và nhóm bạn động vật làm bài thi 15 phút tại một trường tiểu học. Chú đạt 50 điểm tuyệt đối và dẫn đầu, sau đó là các phân cảnh Nila luyện tập sức khỏe cho lần nhảy dù trong đêm khai mạc tại sân vận động quốc gia Singapore. Nila và đoàn lính nhảy dù thuộc Bộ Quốc Phòng Singapore đã có mặt tại sân bay để ngồi trong chiếc trực thăng. Khi trực thăng đáp gần sân vận động cũng là lúc chú ta lao mình khỏi trực thăng, từ bầu trời chuẩn bị nhảy dù hạ cánh. Màn hình sân vận động tắt cũng là lúc Nila nhảy dù trên không, một bên giày của chú gắn pháo bông và Nila bay từ nóc sân vận động xuống mặt sân khi khán giả và loạt MC vẫy tay chào.
Nila được miêu tả là dũng cảm, nhiệt huyết và thân thiện thông qua khuôn mặt trái tim và chiếc bờm đỏ như ngọn lửa.

### Biểu trưng
Biểu trưng của Đại hội Thể thao Đông Nam Á 2015 là hình ảnh một vận động viên băng qua vạch đích với hai cánh tay giơ lên trong chiến thắng, thể hiện tiềm năng tồn tại trong mỗi vận động viên tham dự. Năm môn thể thao xuất hiện trên biểu trưng thể hiện sự đa dạng của các môn thi đấu trong Đại hội, sức mạnh và kỹ năng của các vận động viên. Bảng màu đại diện cho những khoảnh khắc thú vị của Đại hội và Thể thao như một công cụ đoàn kết mọi người trong khu vực bất kể ngôn ngữ, tín ngưỡng và màu sắc. Nói chung, biểu trưng thể hiện sự đoàn kết của người dân Đông Nam Á theo tinh thần của đại hội. Trên logo cũng khắc họa biểu tượng của Liên đoàn Thể thao Đông Nam Á và cụm từ "SEA Games 28". Dòng chữ "Singapore 2015" trên tấm băng về đích đại diện cho Singapore là nước chủ nhà của Đại hội Thể thao Đông Nam Á 2015.

### Khẩu hiệu
"Tôn vinh sự phi thường" là khẩu hiện được chọn cho Đại hội Thể thao Đông Nam Á và ASEAN Para Games 2015, đại diện cho sự kết nối các cá nhân, cộng đồng và quốc gia với ước mơ của chính họ bên ngoài cạnh tranh, chiến thắng hay vượt qua thất bại và là nguồn cảm hứng từ tâm hồn và tinh thần trong mỗi người dân Đông Nam Á.

### Bài hát
Một album tổng hợp đặc biệt mang tên Songs of the Games được sản xuất bởi đạo diễn âm nhạc kỳ cựu Sydney Tan và phát hành vào ngày 3 tháng 3 năm 2015. Album có ba bài hát chủ đề chính thức và 10 bài hát khác.
| STT | Nhan đề                   | Sáng tác        | Thể hiện                               | Thời lượng |
| --- | ------------------------- | --------------- | -------------------------------------- | ---------- |
| 1.  | "Unbreakable"             | Amir Masoh      | Tabitha Nauser                         |            |
| 2.  | "Greatest"                | Daphne Khoo     | Daphne Khoo                            |            |
| 3.  | "Ordinary"                | Amir Masoh      | The Sam Willows                        |            |
| 4.  | "You're Wonderful"        | Amir Masoh      | Tay Kewei, Gayle Nerva, Tabitha Nauser |            |
| 5.  | "Flags Up"                | The Sam Willows | The Sam Willows                        |            |
| 6.  | "Champion"                | Charlie Lim     | The Sam Willows                        |            |
| 7.  | "Still"                   | Charlie Lim     | Charlie Lim                            |            |
| 8.  | "A Love Song-Unbreakable" | Don Richmond    | Benjamin Kheng                         |            |
| 9.  | "Forever"                 | Joshua Wan      | The Steve McQueens                     |            |
| 10. | "You're near There"       | Joel, Ruth Ling | Joel                                   |            |
| 11. | "Dancing on the world"    | HubbaBubbas     | HubbaBubbas                            |            |
| 12. | "Colors"                  | Jean Tan        | Jean Tan                               |            |
| 13. | "Reach"                   | Dick Lee        | Dàn hợp xướng MGS                      |            |

### Tài trợ
Tổng cộng có 100 nhà tài trợ, bao gồm 4 Nhà tài trợ chính, 10 Nhà tài trợ chính thức, 27 Đối tác chính thức và 59 Nhà ủng hộ chính thức đã đóng góp cho Đại hội Thể thao Đông Nam Á 2015. Bản quyền phát sóng của nhà tài trợ chính MediaCorp thuộc sở hữu của MediaCorp TV.

### Môn thể thao
- Thể thao dưới nước
  -  Nhảy cầu (8)

- -  Bơi lội (38)

- -  Bơi nghệ thuật (3)

- -  Bóng nước (2)

- Bắn cung (10)

- Điền kinh (46)

- Cầu lông (7)

- Bóng rổ (2)

- Bi-a và snooker (10)¹
- Bowling (10)

- Quyền Anh (11)

- Canoeing (17)

- Xe đạp (6)

- Đua ngựa (4)

- Đấu kiếm (12)

- Floorball (2)³
- Bóng đá (1)

- Golf (4)

- Thể dục dụng cụ (16)

- Khóc côn cầy (2)

- Judo (12)

- Bóng lưới (1)

- Pencak silat (13)

- ²
- Bi sắt (10)

- ²
- Chèo thuyền (18)

- Bóng bầu dục (2)

- Thuyền buồm (20)

- Cầu mây (10)

- ¹
- Bắn súng (26)

- Bóng mềm (2)

- Bóng quần (5)

- Bóng bàn (7)

- Taekwondo (15)

- Quần vợt (7)

- Đua thuyền truyền thống (8)²
- Ba môn phối hợp (2)

- Bóng chuyền (2)

- Lướt ván nước (11)

- Wushu (20)

- ¹

¹ – không phải là môn thể thao chính thức tại Thế vận hội.

² – môn thể thao chỉ thi đấu tại SEA Games.

³ – không phải môn thể thao truyền thống của Thế vận hội và chỉ được giới thiệu bởi nước chủ nhà.

## Đại hội

### Lễ khai mạc
Lễ khai mạc được tổ chức vào Thứ Sáu, ngày 5 tháng 6 năm 2015, bắt đầu lúc 20:15 SST (giờ Sing) tại Sân vận động Quốc gia ở Singapore , lễ khai mạc lớn đầu tiên cho một sự kiện thể thao ở địa điểm mới. Được tổ chức bởi Lực lượng Vũ trang Singapore, lực lượng cũng chịu trách nhiệm tổ chức Lễ diễu hành Ngày Quốc khánh hàng năm, họ được hỗ trợ bởi một nhóm sáng tạo với Beatrice Chia-Richmond làm Giám đốc Sáng tạo. Buổi lễ được dẫn dắt bởi hơn 5.000 người biểu diễn và tình nguyện viên và được hỗ trợ bởi 3.500 binh sĩ. Chiếu sàn được thực hiện bằng cách sử dụng 160 máy chiếu đa phương tiện độ nét cao. Thời điểm 20:15 được chọn để bắt đầu lễ khai mạc đánh dấu năm 2015, năm Singapore đăng cai Đại hội thể thao Đông Nam Á lần thứ 
Tổng thống Trần Khánh Viêm là người tuyên bố mở màn đêm khai mạc, trong khi cựu cầu thủ bóng đá, Fandi Ahmad và con trai và cầu thủ hiện tại, Irfan Fandi thắp sáng ngọn lửa cho kỳ đại hội. Phân cảnh đẹp nhất trong đêm khai mạc là Nila nhảy dù từ trên không xuống sân vận động và những ước mơ của trẻ em trên toàn khu vực Đông Nam Á.

### Lễ bế mạc
lễ bế mạc được tổ chức vào Thứ Ba, ngày 16 tháng 6 năm 2015, từ 20:00 SST (giờ Sing) tại Sân vận động Quốc gia ở Singapore. Buổi lễ bắt đầu bằng một đoạn video đồng hồ đếm ngược, theo sau là những người chủ trì buổi lễ tiến vào sân vận động trong một chiếc xe ô tô, cũng là người dẫn chương trình lễ khai mạc. Tổng thống Singapore và các khách VIP khác bao gồm Thủ tướng Hoàng Tuần Tài, Bộ trưởng Bộ Văn hóa, Cộng đồng và Thanh niên và Chủ tịch Ủy ban Tổ chức SEA Games và Tan Chuan Jin, Chủ tịch Hội đồng Olympic Singapore và Liên đoàn Đại hội Thể thao Đông Nam Á bước vào sân vận động và sau đó video về những khoảnh khắc tuyệt vời của các trận đấu được phát. Các vận động viên của mọi quốc gia tham dự cùng với người đứng đầu phái bộ tương ứng của họ đã diễu hành vào sân vận động trên sàn sân vận động theo nhịp điệu của âm nhạc - Bản phối lại các bài hát của Thế vận hội được phát qua sân vận động, tiếp theo là video tôn vinh các tình nguyện viên hóa trang thành sư tử Nila.
Đội tình nguyện viên sau đó bước vào sân vận động và nhảy theo điệu nhạc được phát. Ng Ser Miang, thành viên IOC và Chủ tịch Ủy ban Tài chính IOC thay mặt cho Thomas Bach, Chủ tịch Ủy ban Olympic Quốc tế đã trao cho Lawrence Wong và Chủ tịch SEA Games người Singapore, Trần Xuyên Nhân (陈川仁) - Chủ tịch IOC danh hiệu tinh thần Olympic. Trần Xuyên Nhân sau đó đã có một bài phát biểu bế mạc, trong đó bao gồm một câu trích dẫn đầy xúc động, ông bày tỏ lòng kính trọng đối với tất cả các nạn nhân của trận động đất Sabah năm 2015, nơi nhiều học sinh tiểu học Singapore từ trường Tiểu học Tanjong Katong thiệt mạng và tất cả quốc kỳ của các quốc gia tham dự. Tổng thống Singapore tuyên bố trận đấu khép lại với Charlie Lim sau đó đã biểu diễn bài hát "Still" khi lá cờ thi đấu và cờ Liên đoàn SEA Games được hạ xuống và ngọn lửa dập tắt. Một nhóm người cầm đuốc vây quanh đài đuốc để bắn pháo hoa sau khi họ đã dập tắt ngọn đuốc của mình. Một loạt pháo hoa sau đó đã nổ ra trên Sân vận động Quốc gia, báo hiệu kết thúc chính thức của kỳ SEA Games 28 hoành tráng.
Trọng trách SEA Games đã chính thức được giao cho Malaysia, nước chủ nhà của Đại hội thể thao Đông Nam Á 2017 , trong đó Khairy Jamaluddin , Bộ trưởng Thanh niên và Thể thao Malaysia nhận cờ Liên đoàn Đại hội thể thao Đông Nam Á từ Lawrence Wong và Tunku Imran , Hội đồng Olympic của Chủ tịch Malaysia và Chủ tịch Liên đoàn Đại hội Thể thao Đông Nam Á sắp tới là biểu tượng của nó trong lễ trao cờ. Quốc ca Malaysia được vang lên khi Quốc kỳ Malaysia được kéo lên. Một phân đoạn dài 10 phút của Malaysia: "Đa dạng trong chuyển động" (tiếng Mã Lai: Majmuk dalam Gerak), được biểu diễn bởi các vũ công Malaysia với Monoloque và Najwa Mahiaddin hát "Sự ra đời của một huyền thoại" (tiếng Mã Lai: Lahirnya Lagenda) trên sân khấu. Buổi biểu diễn được chia thành ba phần: "Khởi sinh", "Nguồn gốc" và "Liên kết". "Khởi sinh" kể câu chuyện về sự khởi đầu của cuộc sống và sự sáng tạo, "Nguồn gốc" kể câu chuyện về việc xây dựng nền tảng, khát vọng thống nhất, hiểu nguồn gốc của bản thân, sống trong khoảnh khắc nhớ về ngày hôm qua và tôn vinh tính thẩm mỹ của thể thao ngày nay, trong khi phần cuối "Liên kết" kể câu chuyện về khát vọng thống nhất trong đa dạng.
Một màn trình diễn chia tay Singapore sau đó được thực hiện với cuộc diễu hành của các nhóm dân tộc trên thế giới, tái hiện quá khứ về Đại hội Thể thao Đông Nam Á 1993 như Thuyền buồm, thuyền kiểu Hoa và máy bay Airbus A380 của Singapore Airlines, mang ngược ký ức lịch sử của dân tộc trong 60 năm qua. Buổi lễ kết thúc bằng một bữa tiệc với âm nhạc do DJ người Hà Lan Ferry Corsten đảm nhận, màn trình diễn của nhóm nhạc Jazz kết hợp địa phương The Steve McQueens và một loạt pháo hoa bùng nổ trên sân vận động một lần nữa là dấu hiệu kết thúc kỳ đại hội.

### Các quốc gia tham dự
- Brunei (73)
- Campuchia (177)
- Indonesia (517)
- Lào (183)
- Malaysia (644)
- Myanmar (382)
- Philippines (466)
- Singapore (743) (chủ nhà)
- Thái Lan (744)
- Đông Timor (59)
- Việt Nam (382)

### Các môn thi đấu
30 môn thể thao đầu tiên được Ủy ban Olympic Quốc gia Singapore công bố vào ngày 10 tháng 12 năm 2013 bên lề SEA Games 27 tại Myanmar. Sau đó, có thông báo rằng danh sách sẽ có chỗ cho khoảng 8 môn thể thao nữa. Vào ngày 29 tháng 4 năm 2014, sáu môn thể thao cuối cùng, bao gồm quyền anh, cưỡi ngựa, khúc côn cầu trên cỏ, bi sắt, chèo thuyền và bóng chuyền đã được thêm vào chương trình thi đấu. Khúc côn cầu trên cỏ sẽ xuất hiện trong sự kiện lần đầu tiên sau khi trở thành một môn thể thao biểu diễn vào năm 2013.
Trong việc lựa chọn các nội dung của mình, ban tổ chức cho thấy mong muốn thiết lập một chuẩn mực cho các đại hội tiếp theo trong việc cắt giảm số lượng các môn thể thao "truyền thống" để tập trung lại vào các môn thể thao trọng điểm. Do đó, mặc dù có tới tám môn thể thao truyền thống, nhưng chỉ có hai môn, khúc côn cầu trên cỏ và bóng lưới, được đưa vào chương trình. Trong số 34 môn thể thao còn lại, 24 môn là môn thể thao Olympic và tất cả các môn thể thao còn lại đều xuất hiện tại Đại hội thể thao châu Á .
Chương trình thi đấu Đại hội Thể thao Đông Nam Á 2015 có 402 nội dung thuộc 36 môn thể thao.

### Bảng tổng sắp huy chương
Tổng cộng 1313 huy chương trong đó có 403 huy chương vàng, 401 huy chương bạc và 509 huy chương đồng đã được trao cho các vận động viên.
| Hạng                | NOC                 | Vàng | Bạc | Đồng | Tổng số |
| ------------------- | ------------------- | ---- | --- | ---- | ------- |
| 1                   | Thái Lan            | 95   | 83  | 69   | 247     |
| 2                   | Singapore           | 84   | 73  | 102  | 259     |
| 3                   | Việt Nam            | 73   | 53  | 60   | 186     |
| 4                   | Malaysia            | 62   | 58  | 66   | 186     |
| 5                   | Indonesia           | 47   | 61  | 74   | 182     |
| 6                   | Philippines         | 29   | 36  | 66   | 131     |
| 7                   | Myanmar             | 12   | 26  | 31   | 69      |
| 8                   | Campuchia           | 1    | 5   | 9    | 15      |
| 9                   | Lào                 | 0    | 4   | 25   | 29      |
| 10                  | Brunei              | 0    | 1   | 6    | 7       |
| 11                  | Đông Timor          | 0    | 1   | 1    | 2       |
| Tổng số (11 đơn vị) | Tổng số (11 đơn vị) | 403  | 401 | 509  | 1313    |

### Lịch thi đấu
- Lịch thi đấu Đại hội Thể thao Đông Nam Á 2015.

## Phát sóng
Chủ nhà
| Các đài truyền hình trong khu vực quy định có quyền phát sóng trực tiếp SEA Games | Các đài truyền hình trong khu vực quy định có quyền phát sóng trực tiếp SEA Games | Các đài truyền hình trong khu vực quy định có quyền phát sóng trực tiếp SEA Games           | Các đài truyền hình trong khu vực quy định có quyền phát sóng trực tiếp SEA Games                       | Các đài truyền hình trong khu vực quy định có quyền phát sóng trực tiếp SEA Games |
| IOC Code                                                                          | Quốc gia                                                                          | Mạng phát sóng                                                                              | Truyền hình                                                                                             | Phát thanh                                                                        |
| --------------------------------------------------------------------------------- | --------------------------------------------------------------------------------- | ------------------------------------------------------------------------------------------- | --- | --------------------------------------------------------------------------------- |
| BRU                                                                               | Brunei                                                                            | RTB                                                                                         | RTB1 Kristal-Astro                                                                                      | Đài phát thanh quốc gia Brunei                                                    |
| CAM                                                                               | Campuchia                                                                         | NTK                                                                                         | TVK | RNK Radio                                                                         |
| INA                                                                               | Indonesia                                                                         | SCM (một phần của Emtek Group) Indika Group Radio & Television of the Republic of Indonesia | SCTV Indosiar NET TV TVRI Nexmedia Elshinta TV O Channel                                                | Radio Elshinta News & Talk RRI                                                    |
| LAO                                                                               | Lào                                                                               | Đài truyền hình quốc gia Lào                                                                | LNTV | LNR                                                                               |
| MAS                                                                               | Malaysia                                                                          | Media Prima Astro                                                                           | TV3 Malaysia TV9 Malaysia Astro SuperSport                                                              | Hot FM Fly FM                                                                     |
| MYA                                                                               | Myanmar                                                                           | Đài phát thanh và truyền hình Myanmar                                                       | MRTV-4 For Sports Sky Net                                                                               | MRNS                                                                              |
| PHI                                                                               | Philippines                                                                       | ABS-CBN Corporation                                                                         | ABS-CBN Studio 23 Balls DZMM TeleRadyo                                                                  | DZMM Radyo Patrol 630                                                             |
| SIN                                                                               | Singapore                                                                         | MediaCorp                                                                                   | MediaCorp TV Channel 5 MediaCorp TV HD5 MediaCorp News Channel NewsAsia International StarHub TV Mio TV | MediaCorp Radio 938LIVE                                                           |
| THA                                                                               | Thái Lan                                                                          | TV Pool                                                                                     | Channel 3 Channel 5 Channel 7 Modernine TV NBT TV TPBS                                                  | Modern Radio, NBT Radio                                                           |
| TML                                                                               | Đông Timor                                                                        | RTTL                                                                                        | Televisão Timor Leste                                                                                   | Radio Timor Leste                                                                 |
| VIE                                                                               | Việt Nam                                                                          | VTV VTC                                                                                     | VTV2 VTV3 VTV6 VTC3                                                                                     | Đài Tiếng nói Việt Nam                                                            |

Đại hội cũng được phát sóng trên phạm vi quốc tế thông qua kênh YouTube của Sports Singapore, được thực hiện bởi International Games Broadcast Services (IGBS) với tư cách là đối tác sản xuất của MediaCorp - đơn vị truyền hình chủ nhà của đại hội.